# São Raimundo das Mangabeiras
São Raimundo das Mangabeiras este un oraș în unitatea federativă Maranhão (MA), Brazilia.